# Piper pseudamboinense
Piper pseudamboinense är en pepparväxtart som beskrevs av C. Dc.. Piper pseudamboinense ingår i släktet Piper och familjen pepparväxter. Inga underarter finns listade i Catalogue of Life.